# Тевис Габриэл
Тевис Габриэл Алвес Сантос (порт. Tevis Gabriel Alves Santos; родился 28 января 2006) — бразильский футболист, нападающий клуба «Крузейро».

## Клубная карьера
Уроженец Баррейруса (штат Пернамбуку), Давид начал футбольную карьеру в академии клуба «Ретро». Впоследствии присоединился к футбольной академии «Крузейро». В марте 2024 года подписал контракт с «Крузейро» до конца 2026 года. 3 октября 2024 года дебютировал в основном составе «Крузейро», выйдя на замену Габриэлу Верону в матче бразильской Серии A против «Флуминенсе».